# Hermann Dwerg
Hermann Dwerg (* vor 1380 in Herford; † 14. Dezember 1430 in Rom) war päpstlicher Protonotar.

## Leben
Dwerg stammte aus bescheidenen Verhältnissen. Er studierte zunächst in Herford, dann in Paris, wo er durch Betrug an Kaufleuten vermögend wurde. Heimlich verließ er Frankreich und ging nach Bologna, wo er den akademischen Grad eines Doktors der Rechte erlangte.
Anschließend ging er nach Rom, wo er als Geistlicher in päpstliche Dienste trat und diverse Ämter und Würden erlangte. Dwerg stieg bis zum Vertrauten und Protonotar Papst Martins V. auf, ein äußerst angesehenes und einflussreiches Amt.
Dwerg starb 1430 in Rom und wurde in Santa Maria Maggiore bestattet. Anselm Fabri aus Breda († 1449) stiftete eine Kapelle in der deutschen Kirche Santa Maria dell’Anima und erinnerte in ihr auch an den Förderer der Anima Hermann Dwerg, die Anselm- oder Dwerg-Kapelle. Dwergs Epitaph von 1478 und die von Anselm Fabri gestiftete Erinnerungstafel an Dwerg aus dem Jahr 1433 sind in der Kapelle nicht mehr vorhanden, der Text der Gedenktafel ist jedoch überliefert. Danach war Dwerg auch Propst der Xantener Stiftskirche und der Lebuinuskirche in Deventer.

## Die Dwergsche Stiftung
In seinem Testament bestimmte Dwerg, dass sein beträchtliches Vermögen aufgeteilt werden sollte. Legate gingen etwa an Deventer, Köln und Herford, damit diese Städte jährlich einem mittellosen Mädchen die Hochzeit ermöglichten; die Kirche St. Johann und Dionys zu Herford, in der Dwergs Eltern begraben waren, erhielt gleichfalls Anteile an der Erbschaft.
Das Gros seines Vermögens aber ließ Dwerg in eine Stiftung einfließen, aus der Studenten-Stipendien finanziert werden sollten. Er legte fest, in seiner Heimatstadt Herford beim Fraterhaus ein Kolleg einzurichten, an dem die Stipendiaten zunächst ein vierjähriges Grundstudium der Grammatik absolvieren mussten. Danach konnten sie das fünfjährige Hauptstudium an der Universität zu Köln antreten, wo gleichfalls ein Kolleg der Stiftung einzurichten war. Die Stiftungsordnung sah vor, dass die Stipendiaten an den Studienorten, wo sie täglich dem Unterricht beizuwohnen hatten, Kleidung, Nahrung und Unterkunft erhalten sollten sowie unter Aufsicht eines Rektors standen. Für das Herforder Kolleg stiftete Dwerg 4.000 Rheinische Gulden, das Kölner Kolleg (die Kronenburse An der Rechtschule) wurde mit 6.000 Rheinischen Gulden finanziert.
Ferner legte Dwerg fest, dass es stets zwölf Stipendiaten geben sollte, jeweils zwei aus Köln, Herford, Lübeck, Deventer, Breslau und Lüttich; es handelte sich dabei um Städte, in denen Dwerg Pfründen innehatte.
Die Dwergsche Stiftung hatte über fünf Jahrhunderte Bestand. Erst 1950 wurde sie vom Rat der Stadt Herford aufgelöst, da infolge der Inflation im 20. Jahrhundert und der Währungsreform von 1948 kein Kapital mehr vorhanden war.

## Weblink
- Institut für geschichtliche Landeskunde der Rheinlande